# مجلس نواب ألاباما
مجلس نواب ألاباما (بالإنجليزية: Alabama House of Representatives)‏ هو مجلس النواب التشريعي لولاية ألاباما الأمريكية، يقع المقر الرئيسي له في مونتغومري، وهو المجلس الأدنى في كونغرس ألاباما.

## طالع أيضًا
- كونغرس ألاباما